# Île Rutland
L'île Rutland est une des îles Andaman. Elle fait face à Andaman du Sud, à travers le détroit de Macpherson. L'île Rutland est la plus australe des îles de la Grande Andaman. L'île s'étend sur une superficie d'environ 109,3 km2 et possède un littoral d'environ 60 km. Au sud de l'île se trouve le détroit de Duncan, et, au-delà, la Petite Andaman.
Elle est riche en vie marine ; les eaux peu profondes près de l'île abritent de nombreux petits poissons et coraux. L'île offre également une base idéale pour la formation en plongée sous-marine. La végétation de l'île de Rutland est similaire à celle de l'île de North Sentinel avec des sols secs et ensablés. Bien qu'assez escarpée, l'île est recouverte d'une jungle et de broussailles.
L'île était autrefois le territoire des Jangil, l'un des peuples autochtones andamanais. Les Jangil (aussi appelés Jarawa de Rutland car on les supposait liés aux Jarawa d'Andaman du Sud) occupaient une grande partie de l'intérieur de l'île, d'après des rapports britanniques du milieu du XIXe siècle, mais leurs interactions avec les étrangers étaient rares. Jusqu'au début du XXe siècle, les traces archivées de contacts avec les Jangil étaient extrêmement rares. La dernière rencontre a été documentée en 1907 ; dans les années 1920, une expédition à l'intérieur de l'île a été entreprise, mais aucune trace d'habitation en service n'a été trouvée, les Jangil avaient disparu.
De temps à autre, d'autres autochtones andamanais, comme les Onges de Petite Andaman au sud et des tribus de Grande Andaman au nord, ont également mis en place des villages de pêche sur l'île Rutland. Toutefois, avec la forte diminution de la population de ces peuples, et leur relocalisation (forcée) dans des zones réglementées, l'île ne contient actuellement aucun peuplement autochtone permanent.